# Edmund Dwyer-Gray (Politiker, 1870)

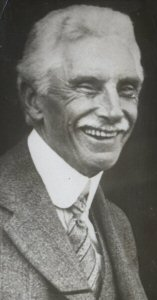
Edmund Dwyer-Gray

Edmund Dwyer-Gray (* 2. April 1870 in Dublin, Irland; † 6. Dezember 1945 in Hobart, Tasmanien) war ein irisch-australischer Politiker der Australian Labor Party (ALP), der zwischen Juni und Dezember 1939 kurzzeitig Premierminister von Tasmanien war. 

## Leben
Dwyer-Gray war ein Sohn des irischen Journalisten und Politikers Edmund Dwyer Gray, der unter anderem Oberbürgermeister von Dublin sowie Mitglied des House of Commons war. Sein Großvater väterlicherseits war John Gray, der von 1865 bis 1875 den Wahlkreis Kilkenny City im House of Commons vertrat, während seine Großmutter mütterlicherseits Caroline Chisholm war, eine britische Philanthropin und Sozialreformerin, die für ihre Arbeit in Australien wie der Arbeit an einem privaten Kolonisationsprogramm bekannt wurde.
Er wurde als Kandidat der Australian Labor Party am 30. Mai 1928 im Wahlkreis Denison erstmals zum Mitglied des Repräsentantenhauses (Tasmanian House of Assembly), dem Unterhaus des tasmanischen Parlaments, gewählt und gehörte diesem bis zu seinem Tod am 6. Dezember 1945 an.
Am 26. Juni 1934 wurde Dwyer-Gray von Premierminister Albert Ogilvie als Minister für die Verwaltung der Landwirtschaftsbank (Minister administering the Agricultural Bank) erstmals in eine Regierung des Bundesstaates berufen, bekleidete dieses Amt jedoch nur wenige Wochen bis zum 6. August 1934. Später fungierte er vom 23. März bis zum 14. September 1938 als Verkehrsminister (Minister of Transport) in Ogilvies Regierung.
Als Nachfolger von Ogilvie wurde Dwyer-Gray schließlich selbst am 11. Juni 1939 Premierminister und behielt dieses Amt bis zu seiner Ablösung durch Robert Cosgrove am 18. Dezember 1939. In dessen Kabinett übernahm er daraufhin das Amt des Finanzministers (Treasurer) und bekleidete dieses bis zu seinem Tod.